# Основно училище „Христо Ботев“ (Лиляк)
ОУ „Христо Ботев“ е основно училище в село Лиляк, община Търговище, разположено на адрес: ул. „Никола Вапцаров“ № 6.
Директор на училището е Мария Манева.
По оценки към 2001 г. учениците от цигански произход са около 50 процента.

## История
Училището е открито през 1865 г., като първоначално учебните занятия са се водели в една килия към тогавашната църква.
Първи учител в новооткритото училище е Даскал Дянко от Търговище. От 1909 г. за училищната просветна дейност свидетелства заведената летописна книга.
Строежът на ново училище става неотложен поради големия брой на учениците. С протокол №16 от 19 юни 1921 г. от заседание на общинските съветници и училищното настоятелство се определя място за строеж, а с паричните средства получени от експлоатацията на училищната гора и чрез безвъзмездния труд на жителите на село Лиляк, за 2 години бива построено новото училище, по проект на архитект Владимир Кузов.
На 12 декември 1923 г., макар по средата на учебната година училището се премества в новопостроената сграда. Радостта на ученици, учители и родители е много голяма. На тържеството за откриването на новата сграда бива съобщено, че от тук нататък училището ще носи името „Христо Ботев“.
През 1932 г. училището прераства в основно с четири класа в началната степен и три в прогимназията, а през 1962 г. е разкрит и 8–ми клас и училището става осмокласно.
През своето съществуване училището дава знания на хиляди ученици от селото и района. От неговите възпитаници израстват много икономисти, юристи, инженери, агрономи, математици, офицери и др. Първият възпитаник на училището завършил висше образование, е юристът Йордан Стаев Симеонов.

## Директори
Директори на училището през годините са: Екатерина Дянкова, Бабалъков, Стефан Савов, Ради Колев, Ради Божидаров, Донка Александрова, Атанас Колев, Желю Желев, Мария Манева.